# بستگان درجه اول
اقوام درجه یک (به انگلیسی: First-degree relative) (FDR) شامل والدین (پدر یا مادر)، هم‌نیا (برادر یا خواهر) یا فرزند (فرزند پسر یا فرزند دختر) فرد است. اگر اعضای خانواده دارای هم‌خونی باشند، خویشاوندان درجه یک تقریباً ۵۰٪ از ژن‌های آنها را به اشتراک می‌گذارند. اقوام درجه یک معیار متداولی است که با استفاده از تجزیه و تحلیل سابقه خانوادگی، در تشخیص خطرات بیماری های شایع مورد استفاده قرار می گیرد.